# Ad-Daur
Ad-Daur (arab. الدور) – miasto w Iraku, w muhafazie Salah ad-Din. W 2009 roku liczyło 18 763 mieszkańców.